# Rosenthal (Leutenberg)
Rosenthal ist ein Weiler von Leutenberg im Landkreis Saalfeld-Rudolstadt in Thüringen.

## Lage
Rosenthal liegt in kupiertem Gelände im westlichen Sormitztal.

## Geschichte
Am 30. April 1417 wurde der Weiler erstmals urkundlich erwähnt. Der Name besagt, dass es sich hier um eine ehemalige Bergbausiedlung mit Verhütten von Erzen handelt. Rosenthal ist aber auch eine bäuerliche Siedlung. Der Ort gehörte zur Grafschaft Schwarzburg-Leutenberg und nach dessen Erlöschen von 1564 bis 1918 zur Oberherrschaft der Grafschaft bzw. des Fürstentums Schwarzburg-Rudolstadt.